# Chủ nghĩa duy lý
Trong triết học, chủ nghĩa duy lý là quan điểm nhận thức luận coi "lý trí là nguồn gốc và phép thử của kiến thức"  hoặc quan điểm cho rằng "lý trí có ưu thế hơn các cách khác để tiếp thu kiến thức", thường trái ngược với các nguồn kiến thức khả thi khác như đức tin, truyền thống hoặc kinh nghiệm giác quan . Chính thức hơn, chủ nghĩa duy lý được định nghĩa là một phương pháp luận hoặc một lý thuyết trong đó "tiêu chuẩn của chân lý không phải là cảm giác mà là trí tuệ và diễn dịch".
Tùy theo mức độ nhấn mạnh phương pháp hay học thuyết này mà dẫn tới các quan điểm duy lý khác nhau, từ quan điểm ôn hòa rằng lý tính đáng được ưu tiên hơn các cách thu thập tri thức khác cho đến quan điểm cấp tiến rằng lý tính là con đường duy nhất tới tri thức. Chủ nghĩa duy lý thường được kết hợp với việc giới thiệu các phương pháp toán học vào triết học, như trong Descartes, Leibniz, Spinoza và các triết gia Khai sáng Pháp như Voltaire, Montesquieu, Rousseau, và thường được gọi là chủ nghĩa duy lý lục địa, bởi vì nó đã chiếm ưu thế trong các trường phái triết học của Châu Âu lục địa, trong khi ở Anh thống trị bởi Chủ nghĩa kinh nghiệm.
Chủ nghĩa duy lý có tầm quan trọng lớn trong nền văn minh La Mã và Hy Lạp cổ đại. Tư duy này còn ảnh hưởng đến ngày nay, góp phần những thay đổi quan trọng xã hội.